# Phil Brown
Phil Brown (30. april 1916 - 9. februar 2006) var en amerikansk skuespiller. Han var bedst kendt for sin rolle som Owen Lars i Star Wars Episode IV: Et nyt håb fra 1977.